# Louis Lee
Louis Lee, född den 19 oktober 1819 i Hamburg, död den 26 augusti 1896 i Lübeck, var en tysk violoncellist och pianist. Han var bror till Sebastian Lee.
Sedan Lee gjort längre konsertresor genom Tyskland samt under någon tid uppehållit sig i Paris, slog han sig ned i Hamburg, där han verkade som musiklärare och kvartettspelare. Han komponerade symfonier, ouvertyrer och kammarmusik med mera samt skrev variationer, divertissement, ronder och fantasier med mera för sitt instrument jämte en violoncellskola. Europas konstnärer (1887) innehåller följande omdöme om hans instrumentala framförande: "Hans ton på violoncellen är hvarken stor eller stark, men han eger en betydande teknik. Som pianist spelar han utan noter stora orkesterverk med den största fullstämmighet."